# National Register of Historic Places in Kalifornien

Karte der Countys von Kalifornien und Verteilung der NRHP-Einträge

Diese Tabelle enthält alle Listen, in denen die Einträge im National Register of Historic Places in den 58 Countys des US-amerikanischen Bundesstaates Kalifornien aufgeführt sind:

## Anzahl der Objekte und Distrikte nach County
|        | \| \| County \| Liste der Einträge in das NRHP im County \| Anzahl \| \| ------ \| ---------------- \| ---------------------------------------------- \| ------- \| \| 1 \| Alameda \| NRHP-Einträge im Alameda County \| 152 1 \| \| 2 \| Alpine \| NRHP-Einträge im Alpine County \| 2 \| \| 3 \| Amador \| NRHP-Einträge im Amador County \| 21 \| \| 4 \| Butte \| NRHP-Einträge im Butte County \| 27 \| \| 5 \| Calaveras \| NRHP-Einträge im Calaveras County \| 16 \| \| 6 \| Colusa \| NRHP-Einträge im Colusa County \| 6 \| \| 7 \| Contra Costa \| NRHP-Einträge im Contra Costa County \| 45 \| \| 8 \| Del Norte \| NRHP-Einträge im Del Norte County \| 14 \| \| 9 \| El Dorado \| NRHP-Einträge im El Dorado County \| 18 \| \| 10 \| Fresno \| NRHP-Einträge im Fresno County \| 43 \| \| 11 \| Glenn \| NRHP-Einträge im Glenn County \| 2 \| \| 12 \| Humboldt \| NRHP-Einträge im Humboldt County \| 54 \| \| 13 \| Imperial \| NRHP-Einträge im Imperial County \| 12 \| \| 14 \| Inyo \| NRHP-Einträge im Inyo County \| 17 \| \| 15 \| Kern \| NRHP-Einträge im Kern County \| 24 \| \| 16 \| Kings \| NRHP-Einträge im Kings County \| 4 \| \| 17 \| Lake \| NRHP-Einträge im Lake County \| 7 \| \| 18 \| Lassen \| NRHP-Einträge im Lassen County \| 7 \| \| 19.1 \| Los Angeles City \| NRHP-Einträge in Los Angeles City \| 236 \| \| 19.2 \| Pasadena \| NRHP-Einträge in Pasadena (Los Angeles County) \| 125 \| \| 19.3 \| Los Angeles \| NRHP-Einträge im Los Angeles County (Sonstige) \| 175 \| \| 19 \| Los Angeles \| NRHP-Einträge im Los Angeles County \| 534 2 \| \| 20 \| Madera \| NRHP-Einträge im Madera County \| 4 \| \| 21 \| Marin \| NRHP-Einträge im Marin County \| 43 \| \| 22 \| Mariposa \| NRHP-Einträge im Mariposa County \| 43 \| \| 23 \| Mendocino \| NRHP-Einträge im Mendocino County \| 42 \| \| 24 \| Merced \| NRHP-Einträge im Merced County \| 15 \| \| 25 \| Modoc \| NRHP-Einträge im Modoc County \| 18 \| \| 26 \| Mono \| NRHP-Einträge im Mono County \| 5 \| \| 27 \| Monterey \| NRHP-Einträge im Monterey County \| 59 \| \| 28 \| Napa \| NRHP-Einträge im Napa County \| 85 \| \| 29 \| Nevada \| NRHP-Einträge im Nevada County \| 23 \| \| 30 \| Orange \| NRHP-Einträge im Orange County \| 120 \| \| 31 \| Placer \| NRHP-Einträge im Placer County \| 33 \| \| 32 \| Plumas \| NRHP-Einträge im Plumas County \| 5 \| \| 33 \| Riverside \| NRHP-Einträge im Riverside County \| 74 \| \| 34 \| Sacramento \| NRHP-Einträge im Sacramento County \| 97 \| \| 35 \| San Benito \| NRHP-Einträge im San Benito County \| 15 \| \| 36 \| San Bernardino \| NRHP-Einträge im San Bernardino County \| 66 \| \| 37 \| San Diego \| NRHP-Einträge im San Diego County \| 143 \| \| 38 \| San Francisco \| NRHP-Einträge im San Francisco County \| 188 \| \| 39 \| San Joaquin \| NRHP-Einträge im San Joaquin County \| 35 \| \| 40 \| San Luis Obispo \| NRHP-Einträge im San Luis Obispo County \| 36 \| \| 41 \| San Mateo \| NRHP-Einträge im San Mateo County \| 60 \| \| 42 \| Santa Barbara \| NRHP-Einträge im Santa Barbara County \| 43 \| \| 43 \| Santa Clara \| NRHP-Einträge im Santa Clara County \| 108 \| \| 44 \| Santa Cruz \| NRHP-Einträge im Santa Cruz County \| 47 \| \| 45 \| Shasta \| NRHP-Einträge im Shasta County \| 29 \| \| 46 \| Sierra \| NRHP-Einträge im Sierra County \| 12 \| \| 47 \| Siskiyou \| NRHP-Einträge im Siskiyou County \| 18 \| \| 48 \| Solano \| NRHP-Einträge im Solano County \| 28 \| \| 49 \| Sonoma \| NRHP-Einträge im Sonoma County \| 66 \| \| 50 \| Stanislaus \| NRHP-Einträge im Stanislaus County \| 24 \| \| 51 \| Sutter \| NRHP-Einträge im Sutter County \| 2 \| \| 52 \| Tehama \| NRHP-Einträge im Tehama County \| 10 \| \| 53 \| Trinity \| NRHP-Einträge im Trinity County \| 5 \| \| 54 \| Tulare \| NRHP-Einträge im Tulare County \| 36 \| \| 55 \| Tuolumne \| NRHP-Einträge im Tuolumne County \| 34 \| \| 56 \| Ventura \| NRHP-Einträge im Ventura County \| 36 \| \| 57 \| Yolo \| NRHP-Einträge im Yolo County \| 25 \| \| 58 \| Yuba \| NRHP-Einträge im Yuba County \| 11 \| \| Summe: \| Summe: \| Summe: \| 2.736 3 \| |                                                |         |
|        | County | Liste der Einträge in das NRHP im County       | Anzahl  |
| 1      | Alameda | NRHP-Einträge im Alameda County                | 152 1   |
| 2      | Alpine | NRHP-Einträge im Alpine County                 | 2       |
| 3      | Amador | NRHP-Einträge im Amador County                 | 21      |
| 4      | Butte | NRHP-Einträge im Butte County                  | 27      |
| 5      | Calaveras | NRHP-Einträge im Calaveras County              | 16      |
| 6      | Colusa | NRHP-Einträge im Colusa County                 | 6       |
| 7      | Contra Costa | NRHP-Einträge im Contra Costa County           | 45      |
| 8      | Del Norte | NRHP-Einträge im Del Norte County              | 14      |
| 9      | El Dorado | NRHP-Einträge im El Dorado County              | 18      |
| 10     | Fresno | NRHP-Einträge im Fresno County                 | 43      |
| 11     | Glenn | NRHP-Einträge im Glenn County                  | 2       |
| 12     | Humboldt | NRHP-Einträge im Humboldt County               | 54      |
| 13     | Imperial | NRHP-Einträge im Imperial County               | 12      |
| 14     | Inyo | NRHP-Einträge im Inyo County                   | 17      |
| 15     | Kern | NRHP-Einträge im Kern County                   | 24      |
| 16     | Kings | NRHP-Einträge im Kings County                  | 4       |
| 17     | Lake | NRHP-Einträge im Lake County                   | 7       |
| 18     | Lassen | NRHP-Einträge im Lassen County                 | 7       |
| 19.1   | Los Angeles City | NRHP-Einträge in Los Angeles City              | 236     |
| 19.2   | Pasadena | NRHP-Einträge in Pasadena (Los Angeles County) | 125     |
| 19.3   | Los Angeles | NRHP-Einträge im Los Angeles County (Sonstige) | 175     |
| 19     | Los Angeles | NRHP-Einträge im Los Angeles County            | 534 2   |
| 20     | Madera | NRHP-Einträge im Madera County                 | 4       |
| 21     | Marin | NRHP-Einträge im Marin County                  | 43      |
| 22     | Mariposa | NRHP-Einträge im Mariposa County               | 43      |
| 23     | Mendocino | NRHP-Einträge im Mendocino County              | 42      |
| 24     | Merced | NRHP-Einträge im Merced County                 | 15      |
| 25     | Modoc | NRHP-Einträge im Modoc County                  | 18      |
| 26     | Mono | NRHP-Einträge im Mono County                   | 5       |
| 27     | Monterey | NRHP-Einträge im Monterey County               | 59      |
| 28     | Napa | NRHP-Einträge im Napa County                   | 85      |
| 29     | Nevada | NRHP-Einträge im Nevada County                 | 23      |
| 30     | Orange | NRHP-Einträge im Orange County                 | 120     |
| 31     | Placer | NRHP-Einträge im Placer County                 | 33      |
| 32     | Plumas | NRHP-Einträge im Plumas County                 | 5       |
| 33     | Riverside | NRHP-Einträge im Riverside County              | 74      |
| 34     | Sacramento | NRHP-Einträge im Sacramento County             | 97      |
| 35     | San Benito | NRHP-Einträge im San Benito County             | 15      |
| 36     | San Bernardino | NRHP-Einträge im San Bernardino County         | 66      |
| 37     | San Diego | NRHP-Einträge im San Diego County              | 143     |
| 38     | San Francisco | NRHP-Einträge im San Francisco County          | 188     |
| 39     | San Joaquin | NRHP-Einträge im San Joaquin County            | 35      |
| 40     | San Luis Obispo | NRHP-Einträge im San Luis Obispo County        | 36      |
| 41     | San Mateo | NRHP-Einträge im San Mateo County              | 60      |
| 42     | Santa Barbara | NRHP-Einträge im Santa Barbara County          | 43      |
| 43     | Santa Clara | NRHP-Einträge im Santa Clara County            | 108     |
| 44     | Santa Cruz | NRHP-Einträge im Santa Cruz County             | 47      |
| 45     | Shasta | NRHP-Einträge im Shasta County                 | 29      |
| 46     | Sierra | NRHP-Einträge im Sierra County                 | 12      |
| 47     | Siskiyou | NRHP-Einträge im Siskiyou County               | 18      |
| 48     | Solano | NRHP-Einträge im Solano County                 | 28      |
| 49     | Sonoma | NRHP-Einträge im Sonoma County                 | 66      |
| 50     | Stanislaus | NRHP-Einträge im Stanislaus County             | 24      |
| 51     | Sutter | NRHP-Einträge im Sutter County                 | 2       |
| 52     | Tehama | NRHP-Einträge im Tehama County                 | 10      |
| 53     | Trinity | NRHP-Einträge im Trinity County                | 5       |
| 54     | Tulare | NRHP-Einträge im Tulare County                 | 36      |
| 55     | Tuolumne | NRHP-Einträge im Tuolumne County               | 34      |
| 56     | Ventura | NRHP-Einträge im Ventura County                | 36      |
| 57     | Yolo | NRHP-Einträge im Yolo County                   | 25      |
| 58     | Yuba | NRHP-Einträge im Yuba County                   | 11      |
| Summe: | Summe: | Summe:                                         | 2.736 3 |